# Operatie Pedro Pan
De Operatie Pedro Pan (ook: Operatie Peter Pan of Operación Pedro Pan) was een clandestiene uittocht van meer dan 14.000 niet-begeleide Cubaanse minderjarigen van 6 tot 18 jaar naar de Verenigde Staten gedurende een periode van twee jaar, van 1960 tot 1962. Ze werden gestuurd nadat ouders vreesden dat Fidel Castro en de communistische partij van plan waren de ouderlijke rechten te beëindigen en minderjarigen in communistische indoctrinatiecentra te plaatsen.
Het programma bestond uit twee hoofdcomponenten: de massale evacuatie van Cubaanse kinderen per vliegtuig naar de Verenigde Staten, en de programma's die waren opgezet om voor hen te zorgen zodra ze aankwamen. Beiden werden geleid door pater Bryan O. Walsh van het Catholic Welfare Bureau. De operatie was destijds de grootste uittocht van minderjarige vluchtelingen op het westelijk halfrond. Het opereerde heimelijk, uit angst dat het zou worden gezien als een anti-Castro politieke onderneming.

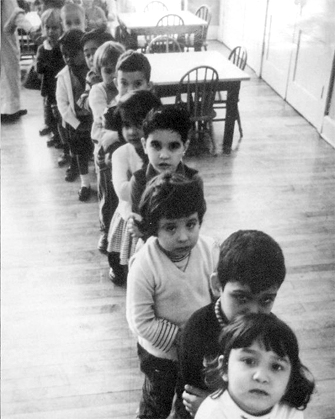
Cubaanse kinderen wachtend op emigratie

## Oorsprong

### Nasleep van de Cubaanse revolutie
Na de Cubaanse Revolutie van 1959, maar nog meer na de stap van het regime in oktober 1960 om industrieën te nationaliseren, vertrokken de eerste Cubaanse migranten naar de Verenigde Staten. Deze mensen uit de hogere en hogere middenklassen waren meestal niet de direct betrokkenen met de regering van Fulgencio Batista, die al direct na de omverwerping van Batista waren vertrokken, maar ze hadden een economisch levensonderhoud dat onverenigbaar was met de doelstellingen van het regime. De meesten dachten dat het een tijdelijk vertrek was, en stelden zich een leven voor waarin ze naar Cuba zouden terugkeren zodra de Verenigde Staten het land zouden hebben bevrijd van zowel Fidel Castro als de zich uitbreidende communistische beweging. 
Een andere golf Cubanen vertrok na het mislukken van de invasie in de Varkensbaai en de daaropvolgende aankondiging door Castro dat hij een marxistisch-leninist was. Deze afkondiging van een nieuwe orde werkte als een katalysator op degenen die eerder een afwachtende houding hadden aangenomen. Deze derde golf van Cubaanse immigranten kwam overwegend uit de middenklasse, en omvatte midden-management, landeigenaren, middenkaderprofessionals en een aanzienlijk aantal geschoolde vakbondsarbeiders. De leden van deze verschillende klassen keken argwanend naar de sluiting van particuliere universiteiten en scholen in 1961, aangezien dit inspeelde op hun vrees dat de regering het onderwijs van hun kinderen zou overnemen.

### Patria potestad-hoax
In 1960 begon de Cubaanse regering met onderwijshervormingen. Schoolkinderen leerden militaire oefeningen, hoe ze wapens moesten dragen en zongen anti-Amerikaanse liedjes. In 1961 nam de Cubaanse regering de controle over alle privéscholen over.
Als gevolg van de nieuwe sociale orde begonnen geruchten de ronde te doen, afkomstig uit zowel de Verenigde Staten als van andere anti-Castro-media. Verschillende publicaties, waaronder de Miami Herald en Time Magazine, meldden dat Castro en zijn volgelingen van plan waren de ouderlijke rechten te beëindigen, de voogdij over alle Cubaanse kinderen op zich te nemen, godsdienst te verbieden en hen te indoctrineren tot het communisme. Het door de CIA gesteunde Radio Swan beweerde dat de Cubaanse regering van plan was kinderen bij hun ouders weg te halen en naar de Sovjet-Unie te sturen. Deze beweringen ontbraken bewijs, maar ontkenningen waren aan dovemansoren gericht. Deze geruchten, gecombineerd met de reeds bestaande zorgen die waren ingegeven door de Spaanse Burgeroorlog (waarin kinderen naar andere landen werden geëvacueerd), maakten deze zogenaamde patria potestad-hoax onmogelijk te bestrijden. Het had de Rooms-Katholieke Kerk en het grote publiek al bereikt, en tegenstanders van het nu openlijk communistische regime die tijdens de eerste golf van de exodus niet waren vertrokken, begonnen hun kinderen naar vermeende veiligheid te sturen. 

### Organisatie van de uittocht
Na betrokken te zijn geweest bij een soortgelijk programma na de onderdruking van de Hongaarse Opstand van 1956, waardoor jonge Hongaren toegang kregen tot de VS, ontwikkelde pater Bryan O. Walsh van het Catholic Welfare Bureau, met de hulp van de Amerikaanse regering, eind 1960 het Cubaanse kinderprogramma. Belangrijke spelers waren Tracy Voorhees, het kabinet-Eisenhower, James Baker en Walsh.
Een bijeenkomst in oktober bracht de toestroom van Cubaanse vluchtelingen in Miami onder de aandacht van het Witte Huis, met bijzondere aandacht voor wat leek op een groot aantal niet-begeleide minderjarigen die door de stad zwierven. Kort daarna meldde Tracy Voorhees, een doorgewinterde Amerikaanse regeringsfunctionaris die diende als persoonlijk vertegenwoordiger van de president voor Cubaanse vluchtelingen, dat, hoewel de kwestie niet groot in omvang was, er toch veel publiciteit voor was geweest en dat de regering daarom maatregelen moest nemen.
Tot die tijd was de katholieke kerk de grootste hulpverlener. Tegen het einde van 1960 keurde president Dwight D. Eisenhower echter $ 1 miljoen goed om te helpen, waarbij specifieke middelen werden toegewezen aan de oprichting van een Cubaans noodvluchtelingencentrum. Om hun inspanningen, en uiteindelijk de lastercampagne tegen Castro's Cuba, te bevorderen, raadde Vorhees de regering aan hun betrokkenheid te vergroten, dit keer met specifieke belangstelling voor de zorg voor Cubaanse vluchtelingenkinderen.
Tegelijkertijd had James Baker, de directeur van een Amerikaanse school in Havana, een ontmoeting met Walsh, die al reeds aangekomen kindvluchtelingen had geholpen om zich in hun nieuwe leven te vestigen, om zijn inspanningen om ouders te helpen hun kinderen naar Miami te sturen in detail te beschrijven. Het oorspronkelijke doel van Baker was om in de Verenigde Staten een internaat op te richten voor Cubaanse vluchtelingenkinderen. Beiden waren het er echter over eens dat de professionele instanties voor maatschappelijk welzijn beter zouden zijn toegerust voor de taak. Het Catholic Welfare Bureau, het Children's Services Bureau en Jewish Family and Children's Services kwamen uiteindelijk overeen om voor de vluchtelingenkinderen te zorgen. In november 1960 deden ze een beroep op federale financiering, en na aanbeveling door Vorhees werd deze toegekend. 
Baker regelde het vervoer van de kinderen en regelde visa, Walsh regelde onderdak in Miami. Ondergrondse organisaties onder leiding van betrokken ouders hielpen bij het verspreiden van informatie. Om de vertrouwelijkheid te bewaren, minimaliseerden de leiders van het programma in de VS de communicatie met hun contacten in Cuba.

## Activiteiten

### Emigratie
In januari 1961 waren 6.500 Cubaanse kinderen ingeschreven op scholen in Miami en aan Miami grenzende scholen. In september 1962 was dat aantal gestegen tot 19.000. Hoewel de Pedro Pans vaak werden afgebeeld als baby's, kleuters of kinderen in de basisschoolleeftijd, waren de meesten van hen tienerjongens.
Een gebrek aan beperkingen op het aantal toegelaten kinderen in combinatie met door de overheid gefinancierde pleegzorg maakte het Cubaanse kinderprogramma anders dan alle andere. Het bleef groeien en complexer worden.
In januari 1961 sloot de Amerikaanse ambassade in Cuba, maar Operatie Pedro Pan ging door. In plaats van visa kregen kinderen ontheffingen in de vorm van eenvoudige brieven ondertekend door Walsh waarmee ze effectief toegang tot het land kregen. Luchtvaartmaatschappijen kregen de opdracht om deze brieven als officiële documenten te accepteren en als extra stimulans dekte de Amerikaanse regering de kosten van de vluchten.
In september van 1961 begon het Amerikaanse ministerie van Buitenlandse Zaken Cubaanse kindvluchtelingen toe te staan namens hun ouders een visumvrijstelling aan te vragen. Voor velen die het zich anders niet konden veroorloven of die nog geen andere familieleden in de Verenigde Staten hadden, werd dit een eenvoudig middel voor gezinsimmigratie.

### Financiering
Eind 1960 had Castro verschillende bedrijven onteigend die deel uitmaakten van de Amerikaanse Kamer van Koophandel in Havana, waaronder Esso Standard Oil Company en Freeport Sulphur Company. De leiders van deze bedrijven verhuisden naar Miami. In de veronderstelling dat Castro's heerschappij van korte duur zou zijn, kwamen ze overeen de Cubaanse kinderen te helpen door financiering te verstrekken voor Operatie Pedro Pan. Door middel van samenwerkingen met Baker kwamen deze bedrijfsleiders overeen om donaties van meerdere Amerikaanse bedrijven binnen te halen en naar Cuba te sturen.
Omdat Castro toezicht hield op alle grote geldtransacties, waren de zakenlieden erg voorzichtig met de manier waarop de fondsen werden overgemaakt. Sommige donaties werden naar het Catholic Welfare Bureau gestuurd en andere werden uitgeschreven als cheques voor burgers die in Miami woonden. Deze personen schreven vervolgens cheques uit aan het W. Henry Smith Travel Agency in Havana, dat hielp bij het financieren van de vluchten van de kinderen naar de Verenigde Staten. Het was nodig om het geld in Amerikaanse dollars te sturen omdat Castro had bepaald dat vliegtickets niet met Cubaanse pesos konden worden gekocht.

### Huisvesting
Naarmate de behoefte aan onderdak toenam naarmate de kinderen in toenemende aantallen arriveerden, werden verschillende prominente locaties omgebouwd om ze te huisvesten, waaronder Camp Matecumbe, de marinekazerne van Opa-locka Airport. In enkele honderden steden door het hele land, waaronder Albuquerque, New Mexico; Lincoln, Nebraska ; Wilmington, Delaware ; Fort Wayne, Indiana ; Jacksonville en Orlando, Florida, werden speciale tehuizen opgericht, geautoriseerd door staatsambtenaren en beheerd door Cubaanse vluchtelingen.
Veel kinderen werden in pleeggezinnen geplaatst. Wetten verhinderden dat de verplaatste kinderen werden ondergebracht in hervormingsscholen of centra voor jeugdige delinquenten. Verder werden de minderjarigen niet beschikbaar gesteld voor adoptie.

### Einde
Het Cubaanse kinderprogramma bleef geheim tot februari 1962, toen The Plain Dealer haar lezers voorstelde aan de massa's niet-begeleide Cubaanse minderjarigen die drie jaar lang onopgemerkt door het land trokken. Op 9 maart van hetzelfde jaar publiceerde Gene Miller van de Miami Herald ook een verhaal over de gebeurtenissen, waarin hij de term Operation Pedro Pan bedacht.
Het Amerikaanse deel van Operatie Pedro Pan eindigde toen in de nasleep van de Cubaanse rakettencrisis van oktober 1962 al het luchtverkeer tussen de Verenigde Staten en Cuba stopte. Cubaanse immigranten werden in plaats daarvan omgeleid via Spanje en andere landen, en Cubaanse immigranten zouden tot 1965 via Spanje of Mexico moeten reizen om de Verenigde Staten te bereiken.
In december 1965 startten de Verenigde Staten een programma van Freedom Flights ( los vuelos de la libertad ) om Cubaanse ouders en hun kinderen te verenigen. Het Catholic Welfare Bureau meldde dat, toen de Freedom Flights eenmaal begonnen, bijna 90% van de minderjarigen die nog onder haar hoede waren, herenigd werden met hun ouders.
Restanten van het programma zouden doorgaan tot 1981. Naar schatting 25.000 kinderen werden getroffen door het programma.

## Nalatenschap

### Film
Tegen het einde van deze massale uittocht van kinderen naar de Verenigde Staten keurde procureur-generaal Robert F. Kennedy de financiering goed voor een propagandafilm die bedoeld was om migrerende kinderen te helpen begrijpen waarom hun ouders deze keuze namens hen hadden gemaakt. De film gaat dieper in op de vele dingen die kinderen in hun huidige situatie kunnen doen, inclusief maar niet beperkt tot leren, spelen en het bijwonen van religieuze bijeenkomsten. De film is echter voorzichtig om de recente gebeurtenissen in Cuba niet te vermelden. De film werd geregisseerd door Cliff Solway, een Canadese regisseur van CBC.
De ongeveer dertig minuten durende korte film, getiteld The Lost Apple, volgt het leven van Roberto en twee andere jonge kinderen in het Florida City Camp, een van de belangrijkste aankomstplaatsen voor de kinderen. De film werd geproduceerd door de United States Information Agency. De korte film, verteld door Carlos Montalbán, legt aan jonge Cubaanse kinderen uit hoe en waarom ze in de Verenigde Staten zijn. De verteller legt uit dat kampen zoals het Florida City Camp slechts tijdelijke verblijfplaatsen zijn voor de kinderen, aangezien ze bedoeld zijn om andere kansen te vinden door middel van studiebeurzen of om bij pleegouders te worden ondergebracht. 

### Musea
Het American Museum of The Cuban Diaspora (afgekort:The Cuban) organiseerde ter gelegenheid van haar 60ste verjaardag in 2021 een installatie over Operatie Pedro Pan. Het museum is gevestigd in Miami, Florida en werd opgericht in 2004. The Cuban, dat rechtstreeks samenwerkte met de Operation Pedro Pan Group, Inc. (OPPG), breidde op de tentoonstelling van OPPG in 2015 verder uit door documenten, objecten en afbeeldingen toe te voegen die waren geleend door de historische commissie van de organisatie. 

### Pedro Pan-kinderen
Veel Pedro Pans hadden moeite zich te assimileren in de Amerikaanse samenleving. Velen werden op instructie van hun ouders naar de Verenigde Staten gestuurd en voelden zich vervreemd van zowel hun vaderland als hun nieuwe thuis. Sommigen vonden de Verenigde Staten een onwelkome plaats in de ban van de rassenscheiding.
Degenen die zich ongemakkelijk voelden in de Amerikaanse samenleving, namen vaak deel aan de groeiende burgerrechtenbeweging en anti-oorlogsbeweging, namen de trekken over van de groeiende tegencultuur van jongeren of verwierpen de ideologie van hun ouders. Velen verlangden terug te keren naar Cuba. Anderszins vonden enkelen professioneel succes. Een van die voorbeelden is Maximo Alvarez, oprichter van de brandstofdistributieketen Sunshine Gasoline Distribution inc., die in 1961 op 13-jarige leeftijd als Pedro Pan-kind naar de Verenigde Staten emigreerde. In 1961 emigreerde de dertienjarige Ana Mendieta, die een bekende multimedia- en performancekunstenaar zou worden, met haar oudere zus naar de Verenigde Staten.
Sommige Pedro Pan-kinderen zouden zich aansluiten bij de Abdala-organisatie, een organisatie van Cubaans-Amerikaanse studenten die zich inzetten voor protesten tegen de Cubaanse regering en het promoten van Cubaans-Amerikaanse trots.
Andere Pedro Pan-kinderen zouden linkse sympathieën aannemen nadat ze betrokken waren geraakt bij sociale bewegingen in de Verenigde Staten. In 1977 sloten enkele Pedro Pan-emigranten zich aan bij de Antonio Maceo-brigade die sympathiseerde met de Cubaanse regering en reizen van Cubaanse ballingen naar Cuba ondersteunde. 
In 1978 werkten El Grupo Areito en Casa de las Américas samen om "Contra viento y marea" te publiceren, een boek met anonieme getuigenissen over de vervreemding van zowel de Cubaanse gemeenschap waaruit ze vluchtten als de Amerikaanse gemeenschap waar ze naartoe kwamen. In schril contrast met de eerdere opgewekte verhalen van Operatie Pedro Pan, vertelden deze verslagen verhalen over eenzaamheid, slechte omstandigheden en mentaal, fysiek en seksueel misbruik.

### Motieven
De regering van de Verenigde Staten kan andere dan humanitaire motieven hebben gehad om Cubaanse migratie toe te staan. De emigratie van Cuba's middenklasse ondermijnde haar economische situatie door middel van een "brain drain". Verhalen over in de steek gelaten Pedro Pans versterkten het anti-Castro-sentiment in Amerika en brachten de opkomst van het communisme en de scheiding van gezinnen met elkaar in verband.